# Lingwenowiczowie herbu Pogoń Litewska
Lingwenowiczowie (łac. Langwinowicz) herbu Pogoń Litewska II, przydomku Mścisławski – wymarły, ród książęcy (kniaziowski) pochodzenia wielkolitewskiego. Protoplastą rodu był Szymon Lingwen Olgierdowicz, przodek dynastii Giedyminowiczów, poprzez ród Olgierdowiczów.
Lingwenowiczowie wygaśli w linii męskiej około 1486 a przed 1489 rokiem, wraz ze śmiercią Iwana Jurjewicza Lingweniewicza.

## Etymologia nazwiska
Nazwisko Lingwenowiczów ma charakter patronimiczny i pochodzi od pogańskiego imienia Szymona Lingwena Olgierdowicza.

## Etymologia przydomku
Przydomek Mścisławski pochodzi od nazwy księstwa mścisławskiego, w którym władali Lingwenowiczowie.

## Pochodzenie
Lingwenowiczowie są rodem książęcym (kniaziowskim), o wielkolitewskim pochodzeniu etnicznym. Należeli do gałęzi rodu Olgierdowiczów z dynastii Giedyminowiczów.
Protoplastą Lingwenowiczów był książę Szymon Lingwen Olgierdowicz, syn Olgierda oraz rodzony brat króla Władysława Jagiełły.

## Historia

Pieczęć Lingwena z Pogonią Litewską (1395)

Historia Lingwenowiczów rozpoczyna się wraz z nadaniem księstwa mścisławskiego synowi Olgierda, Lingwenowi Olgierdowiczowi. Lingwen, po chrzcie przyjął imię Szymon (Siemion) i występował w dziejach historii w latach 1379–1431. Miał dwie żony, obie były księżniczkami moskiewskimi. Pierwsza z nich, córka wielkiego księcia moskiewskiego, Dymitra Dońskiego, poczęła mu syna Jurija. Druga natomiast, Jarosława Teodora Lingweniewicza, urodzonego w 1411 roku, a zabitego w bitwie pod Wiłkomierzem w 1435 roku.

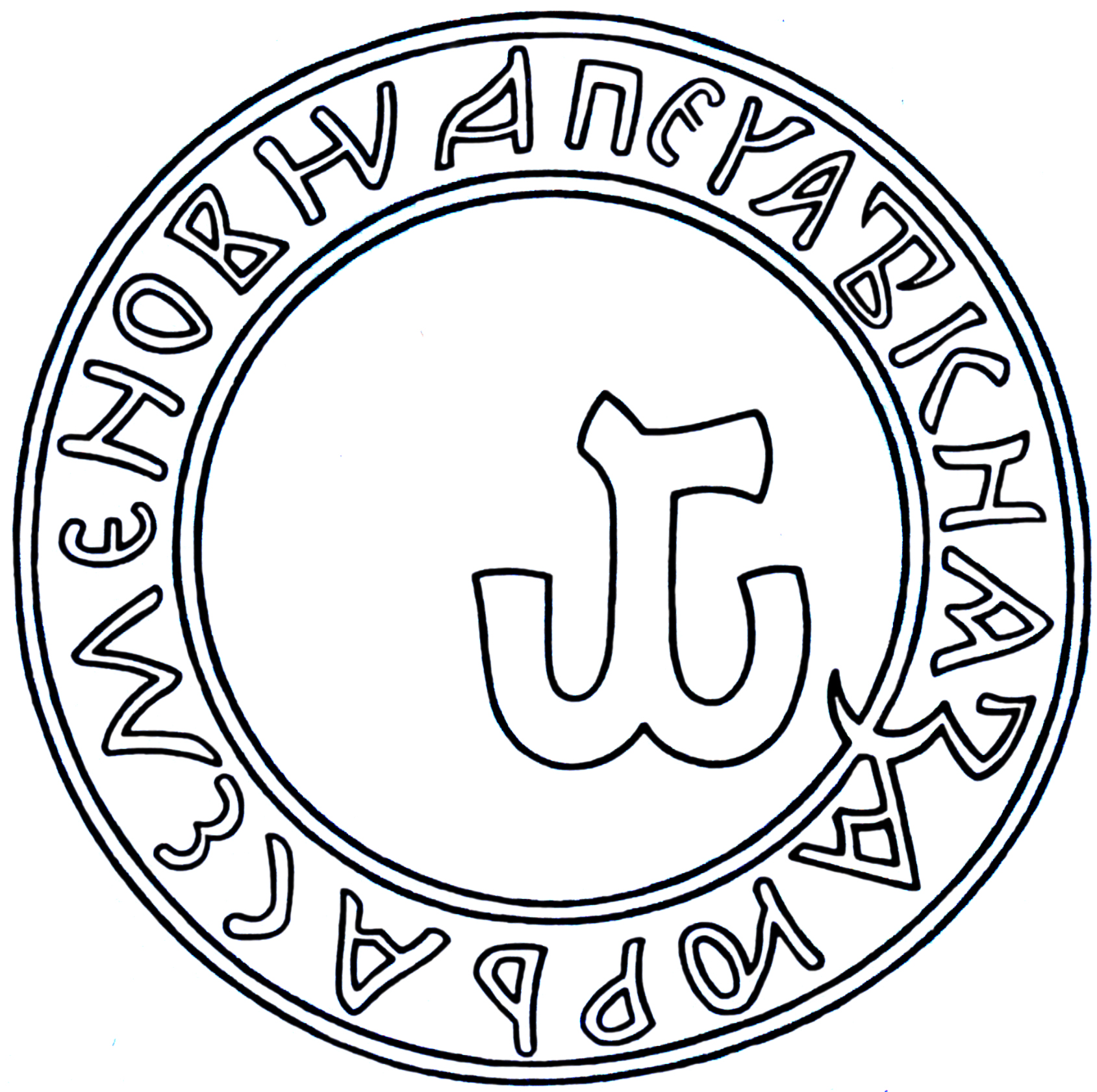
Pieczęć Jurija Lingweniewicza (XV w.)

Syn z pierwszej żony, Jurji Lingweniewicz (łac. Georgi Langwinowicz), na kartach historii pojawia się od 1422 do 1447 roku. Po śmierci wielkiego księcia litewskiego Witolda, poparł roszczenia Świdrygiełły do tronu Wielkiego Księstwa Litewskiego, a po jego upadku utracił księstwo mścisławskie. Prowadził przez chwilę wojnę z Wielkim Księstwem Litewskim, ostatecznie jednak Kazimierz Jagiellończyk nadał mu powrotnie utracone wcześniej księstwo. Burzliwe dzieje Jurija doprowadziły go do Nowogrodu, gdzie objął rządy i ogłosił się po stronie Michała Zygmuntowicza, wskutek czego Kazimierz Jagiellończyk zmuszony był zająć zbrojnie księstwo mścisławskie, które w 1446 roku zostało nadane księciu Wasylowi Jarosławiczowi. Po interwencji Krzyżaków, król Kazimierz był zmuszony ponownie nadać księstwo Jurijemu, który od tej pory władał nim spokojnie.
Jego syn, książę Iwan Jurijewicz Lingweniewicz również prowadził w Mścisławiu żywot cichy, o czym świadczą jedynie liczne nadania majątkowe. Umarł jeszcze za panowania króla Kazimierza około 1486 roku, a na pewno przed 1489 rokiem, w którym to jego córka Julianna jest już obecna bez niego podczas słuchania skarg kupców moskiewskich, ograbionych przez jej poddanych. Oprócz córki Julianny pozostawił po sobie jeszcze jedno dziecko, córkę Anastazję, a ród Lingweniewiczów wymarł w linii męskiej wraz z jego śmiercią.
Po śmierci żony Jurija, Julianny Iwanowej, Mścisław z okolicznymi ziemiami stał się lennem Aleksandra Jagiellończyka. W sierpniu 1495 roku księżniczki Julianna i Anastazja Lingweniewicz otrzymują od króla Aleksandra pozwolenie na mieszkaniu w Mścisławiu i władaniem majątkami, które były własnością ich dziada, Jurija Lingweniewicza, a ojca Iwana, dopóki nie wyjdą za mąż. W akcie tym król nazywa je swoimi krewnymi i nakazuje bojarom mieszkającym w obrębie księstwa mścisławskiego dla nich posłuszeństwo. Resztę posiadłości księstwa mścisławskiego król zatrzymał, a kilka lat później, bo w 1501 roku, nadał je swojej żonie, Helenie.
Anastazja Lingweniewicz wyszła za księcia Semena Słuckiego, a Julianna za księcia Michała Zasławskiego, który otrzymał księstwo mścisławskie od króla, przyjmując jednocześnie nazwisko Mścisławski i dając początek rodzinie Zasławskich-Mścisławskich.